# Ukrajinská povstalecká armáda

Vlajka užívaná UPA a ukrajinskými nacionalisty

Ukrajinská povstalecká armáda (ukrajinsky Українська повстанська армія, Ukrajinska povstanska armija), zkráceně UPA (УПА), bylo ozbrojené křídlo Organizace ukrajinských nacionalistů (OUN), přesněji řečeno její radikální frakce (OUN-B) vedené Stepanem Banderou – její příslušníci byli proto zjednodušeně označováni jako banderovci – snažící se v letech 1942–1947 cestou ozbrojeného boje a etnických čistek dosáhnout vytvoření nezávislého národního ukrajinského státu. 
Za dobu své existence bojovala UPA primárně proti Polákům a Sovětům. Od února 1943 bojovala také proti Němcům (řada příslušníků ukrajinského praporu Nachtigall, který byl pod německým velením, se na jaře t. r. přidala k UPA), ovšem s mnoha případy kolaborace s německými jednotkami v boji proti těm sovětským. Od jara 1944, po sovětských úspěších ve 2. světové válce, začala organizace spolupracovat s německými silami proti Sovětům a Polákům. Příslušníci UPA se podíleli na rozsáhlých masakrech civilního obyvatelstva, zejména na Volyni a ve východní Haliči. 
Pro své spojení s německými okupanty a kvůli masakrům civilistů je organizace vnímána jako silně kontroverzní. V prosinci 2018 podepsal ukrajinský prezident Petro Porošenko zákon, kterým získali někdejší příslušníci UPA i OUN postavení válečných veteránů a s tím související sociální výhody. Byli tím postaveni na úroveň ukrajinským vojákům sovětské Rudé armády, kteří bojovali v letech 1941–1945 proti nacistickému Německu.

## Dějiny
UPA vznikla během 2. světové války na Ukrajině, dne 14. října 1942. Prvním velitelem byl Dmytro Kljačkivskyj („Klym Savur“, 1942–1943), Roman Šuchevyč („Taras Čuprynka“, 1943–1950) a Vasyl Kuk („Lemiš“, 1950–1954). Působila především v oblastech Volyně, Polesí, Haliče, Podolí a v Karpatech. Organizace začala jako revoluční skupina a vyvinula se do partyzánské armády. Její příslušníci nosili různé uniformy, včetně stejnokrojů SS či Rudé armády, na čepici měli znak trojzubce. V roce 1944 měla zhruba 35 000 členů.
Velitelská struktura UPA podléhala, či se přímo překrývala s tou z Organizace ukrajinských nacionalistů (OUN). OUN vznikla spojením tajné „Ukrajinské vojenské organizace“, radikálně pravicových skupin a pravicových ukrajinských nacionalistů. OUN byla pověřená administrativními povinnostmi, zatímco UPA byla zodpovědná za vojenské operace. Podle původního prohlášení OUN bylo cílem vytvořit nezávislý, sjednocený, národní stát na území etnických Ukrajinců. Tohoto cíle mělo být dosaženo prostřednictvím národní revoluce vedené diktaturou, která by vyhnala okupační mocnosti a sestavila vládu reprezentující všechny regiony a sociální skupiny.

### Masakry Poláků

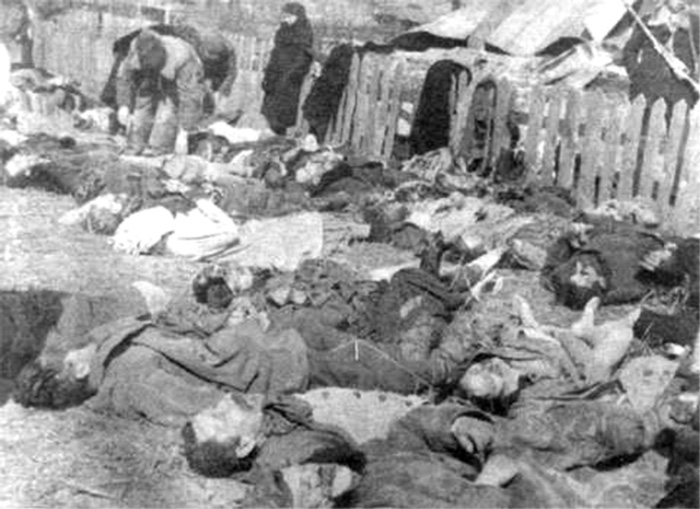
Polští civilisté zabití organizací UPA, Lipniki

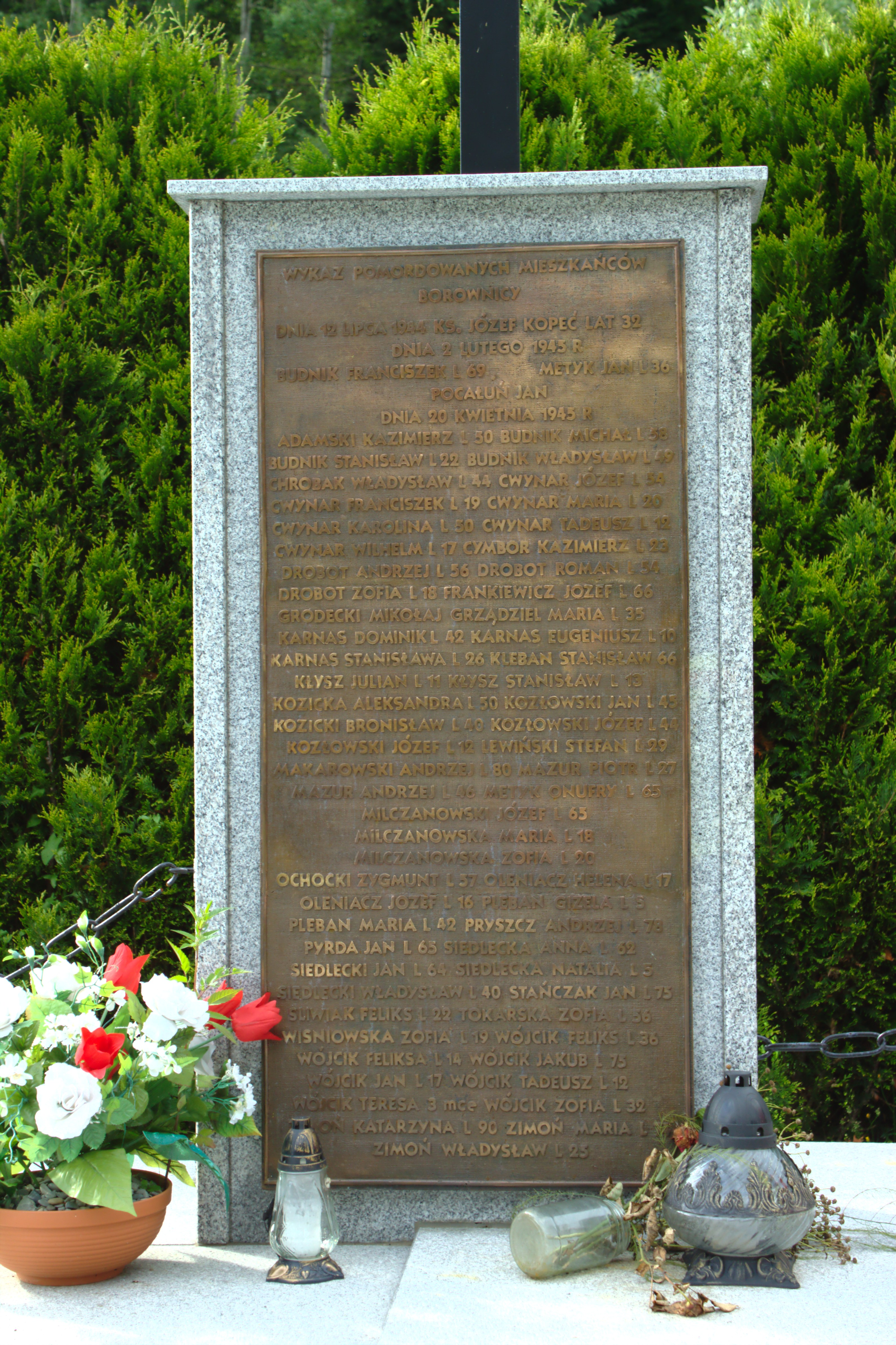
Pomník polských obětí zabitých UPA, Borownica

V únoru 1943 zahájily jednotky UPA etnické čištění Volyně (dnešní severozápadní Ukrajina) bestiálním vražděním tamních Poláků. Polští historici odhadují, že na ukrajinské Volyni a Haliči bylo povražděno (1943-1945) jednotkami UPA přes 100 000 polských civilistů (včetně žen, dětí a nemluvňat), dalšího půl milionu Poláků z oblasti uprchlo. Velitel UPA, Dmytro Kljačkivskij, zde nařídil likvidaci celé mužské polské populace mezi 16 a 60 let. Přesto většina z obětí byly ženy a děti.
Čistka začala vyvražděním Poláků v obci Parošl. Pak následovaly další města, např. Janova Dolina, Lipniky, Gurow, Orzeszyn, Sadowa, Zagaje, Gaj, Wola Ostrowiecka atd. Běžné bylo i vypalování polských kostelů. 11. července bylo během tzv. „krvavé neděle“ zabito okolo 8 000 Poláků, většinou žen, dětí a starších. Bylo napadeno a spáleno 99 polských vesnic a to v krajích Kovel, Volodymyr-Volynskyj a Horochiv. V červenci bylo nacionalisty celkově napadeno nejméně 530 polských vesnic, v srpnu dalších 301, zabito bylo okolo 25 000 Poláků. Vesnice byly vyrabované a spálené. Další vlny vyvražďování pokračovaly do první čtvrtiny roku 1944.
Na jaře 1944, poté, co byla většina Poláků na Volyni buď zavražděna nebo prchla, se UPA přesunula do sousední východní Haliče a pokračovala ve vyvražďování. Polákům zde někdy byla dána možnost útěku. Rozkaz od velitele UPA v Haliči zněl: „Ještě jednou bych vám chtěl připomenout: nejprve vyzvat Poláky opustit svou půdu a teprve později likvidovat, a ne naopak“. Mezi desítky polských vesnic, jejichž obyvatelé byli na Haliči zcela vyvražděni a všechny budovy spáleny, byly například: Berezowica poblíž Zbaraže, Ihrowica a Plotych nedaleko Ternopilu, Podkamien nedaleko Brody, Hanachiv a Hanachivka poblíž Przemyślany.

#### Metody
Některé variace mučení a úmrtí byly velmi sadistické. Britský historik Niall Ferguson poznamenal: celé vesnice zde byly vyhlazené, lidé byli často usmrcováni odpornými způsoby, docházelo k upalování, muži byli ubiti k smrti, ženy znásilněny a znetvořeny, děti probodány bajonety. Metody použité ve většině útoků byly stejné, za úsvitu byla vesnice obklopena ozbrojenými příslušníky UPA, někdy ozbrojenými sekerami, kladivy, noži a pilami. V mnoha případech byly oběti mučeny a jejich těla znetvořena. Americký historik Timothy Snyder popisuje vraždy takto: Ukrajinští partyzáni spálili domy, stříleli na ty, kteří se snažili uprchnout a donutili je vrátit se dovnitř stavení, zajaté venku zabíjeli srpy a vidlemi. V některých případech byli sťati, roztrháni na kusy, ukřižováni, nebo byli jinak vystaveni s cílem zastrašit zbývající Poláky na útěk.

### Zánik po válce

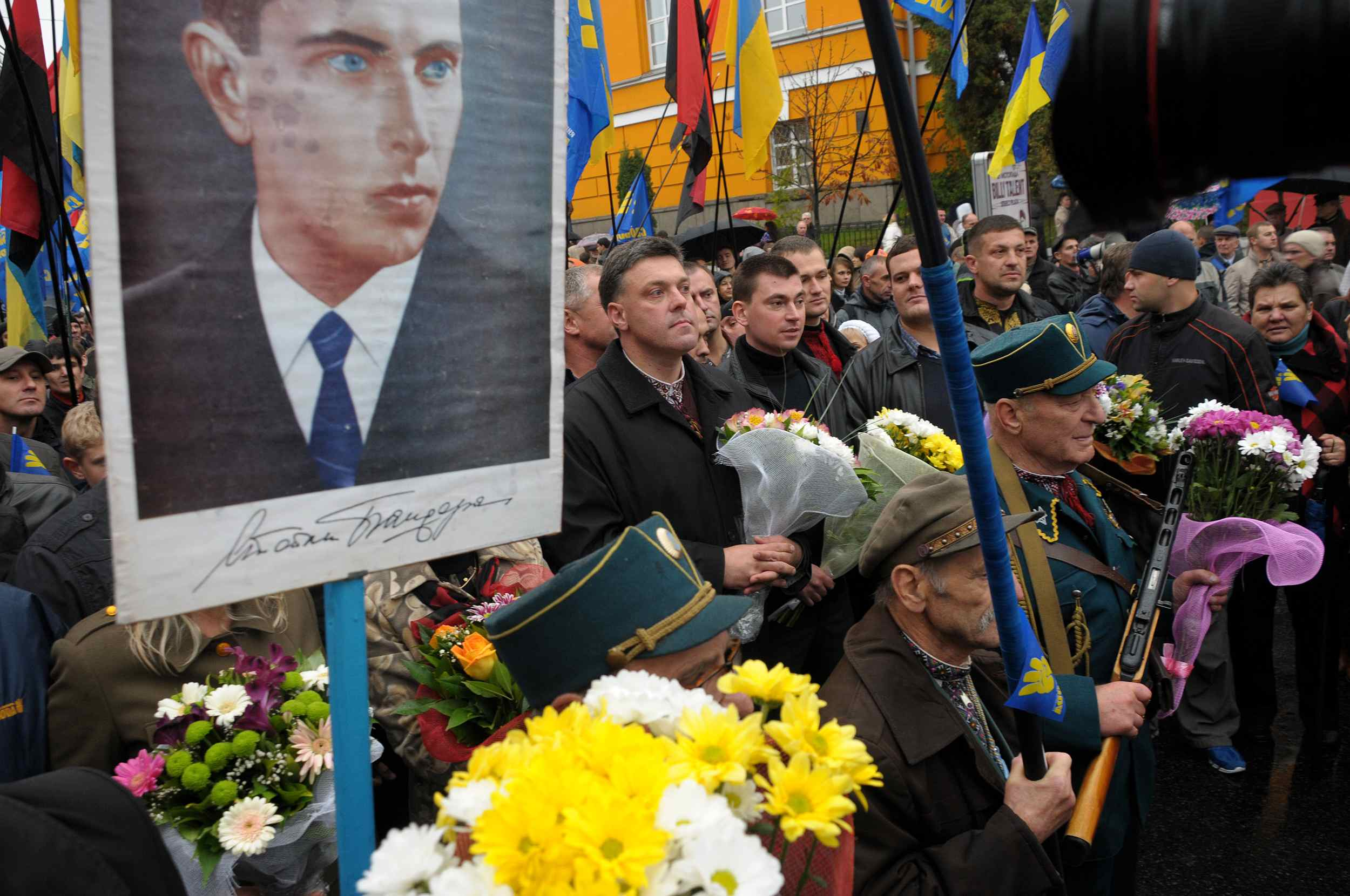
Veteráni UPA v Kyjevě v roce 2012

Po 2. světové válce působila UPA proti polské i sovětské moci, nyní již bez podpory, a byla postupně likvidována milicí i sovětskou (NKVD) a polskou (UB) tajnou policií. Příslušníci často i s rodinami pak byli vysídleni.[zdroj⁠?!] UPA ještě v roce 1946 operovala v jihovýchodním Polsku v síle pěti až šesti tisíc příslušníků. V roce 1947 během Akce Visla byla organizace v Polsku zlikvidována.
Organizace se po válce přesouvala i na východ a severovýchod Slovenska, banderovci zde obsadili a vyloupili několik obcí, zaplnili okresy Stropkov, Prešov, Giraltovce a postupovali směrem Humenné a Snina až na hranici Zakarpatské Ukrajiny[zdroj?]. Banderovci byli na Slovensku zlikvidováni československými složkami národní obrany a vnitra (skupina Ocel) k létu 1946. V létě 1947 se ještě některé jednotky snažily probít přes československé hranice, tentokráte to byly silné skupiny, které se nyní snažily jen probít jeho územím do Rakouska. Například skupina Chromenko se dostala až na Moravu. K poslední přestřelce s banderovci došlo dne 19. srpna 1947 při přepadení hájovny u Strečna. V bojích s banderovci v Československu v letech 1945–1947 padlo 49 osob, z toho 30 banderovců a dalších 118 zajato.
V roce 1947 nastal zlom, kdy Sověti přesunuli ohnisko akcí UPA z masových akcí k infiltraci a špionáži. Po roce 1947 činnost UPA začala upadat, ovšem ještě v roce 1952 sovětské úřady potvrdily, že bojující jednotky UPA/OUN sestávají ze 252 osob. Poslední velitel UPA, Vasyl Kuk, byl zadržen a uvězněn na šest let roku 1954. Ze zprávy Ukrajinské SSR vyplývá, že likvidace ozbrojených jednotek a podsvětí OUN byla provedena k začátku roku 1956.